# کوپانتس
کوپانتس (انگلیسی: Kopanets) یک شهرک در بخش آلکسیفسکی استان بلگورود کشور روسیه است.